# دیوید میرکین
دیوید میرکین (انگلیسی: David Mirkin؛ زادهٔ ۱۸ سپتامبر ۱۹۵۵) کارگردان، فیلم‌نامه‌نویس و تهیه‌کننده اهل کشور ایالات متحده آمریکا است. وی از سال ۱۹۸۲ میلادی تاکنون مشغول فعالیت بوده‌است. این کارگردان گیاهخوار است. او در اوایل دههٔ ۹۰ میلادی با جولی براون رابطه داشته است.

## جوایز
- وی برنده جایزه امی شده است.